# Кінь дельти Дунаю
Коні дельти Дунаю — популяція здичавілих коней у Румунії, що живуть у лісі Летя, дельта Дунаю, між Кілійським та Сулинським гирлами Дунаю. Близько 4000 диких коней мешкають у дельті Дунаю, 2000 з них у природному заповіднику Летя, де, з одного боку, вони є одними з останніх, що залишилися "диких" коней, що живуть на європейському континенті, але вони також вважаються загрозою для флори лісу, включаючи деякі рослини у Червоному списку Міжнародного союзу охорони природи.
Хоча у регіоні дикі коні жили протягом сотень років, їх кількість значно зросла після закриття колгоспів у 1990 році та звільнення приналежних до них коней. Популяція Летя не регулюється, і це може призвести до перевантаження екосистеми.
Коні на острові Летя чорні або гніді, без білих плям. Кінь має 1,45 — 1,50 м у холці, сильну і щільну будову.

## Опис
За даними Центру сільського господарства та біології, на ділянці дельти Дунаю є три диференційовані популяції коней.
Перша група — багатоцільовий робочий кінь, більш-менш близький до посавської породи, типовий для таких груп коней у Центральній Європі.
Друга група, має ареал на південь від Сфінту-Георге, близький до порід коник та гуцул, середній ріст від 1,30 м до 1,35 м, стійкий, має щільну будову та різні масті, відрізняється однохідью.
Третя група — власне кінь дельти Дунаю, лісу Летя. Це коні чорні або гніді, позбавлені білих плям. Вони мають середній ріст від 1,45 м до 1,50 м. Це насправді не сідлові коні, їх тип ближче до типу багатоцільових коней Центральної Європи, таких як сьогоденна порода ноніус · .